# Castillo de Cornatel
El castillo de Cornatel es una fortaleza de origen medieval situada en Villavieja, del municipio de Priaranza del Bierzo, en la comarca de El Bierzo, provincia de León, comunidad autónoma de Castilla y León, España. Fue declarado Bien de Interés Cultural (BIC) el 22 de abril de 1949.
El castillo se asienta sobre un promontorio rocoso cortado hacia el este y el norte por un barranco, de más de 180m de desnivel, por el que transcurre el arroyo de Rioferreiros. Por sus otros dos flancos, que resultan de fácil acceso, está protegido por una sola muralla recorrida por un paseo de ronda defensivo almenado.

## Historia
Hay diferentes teorías acerca del origen de este castillo, pero la teoría defendida actualmente por diferentes estudiosos, es de la correspondencia en su origen con el Castelo de Ulver, del que hacen mención fuentes alto- y pleno-medievales. Se cree que el castrum tuvo origen en un destacamento militar, debido a su gran cercanía a las explotaciones auríferas de Las Médulas.

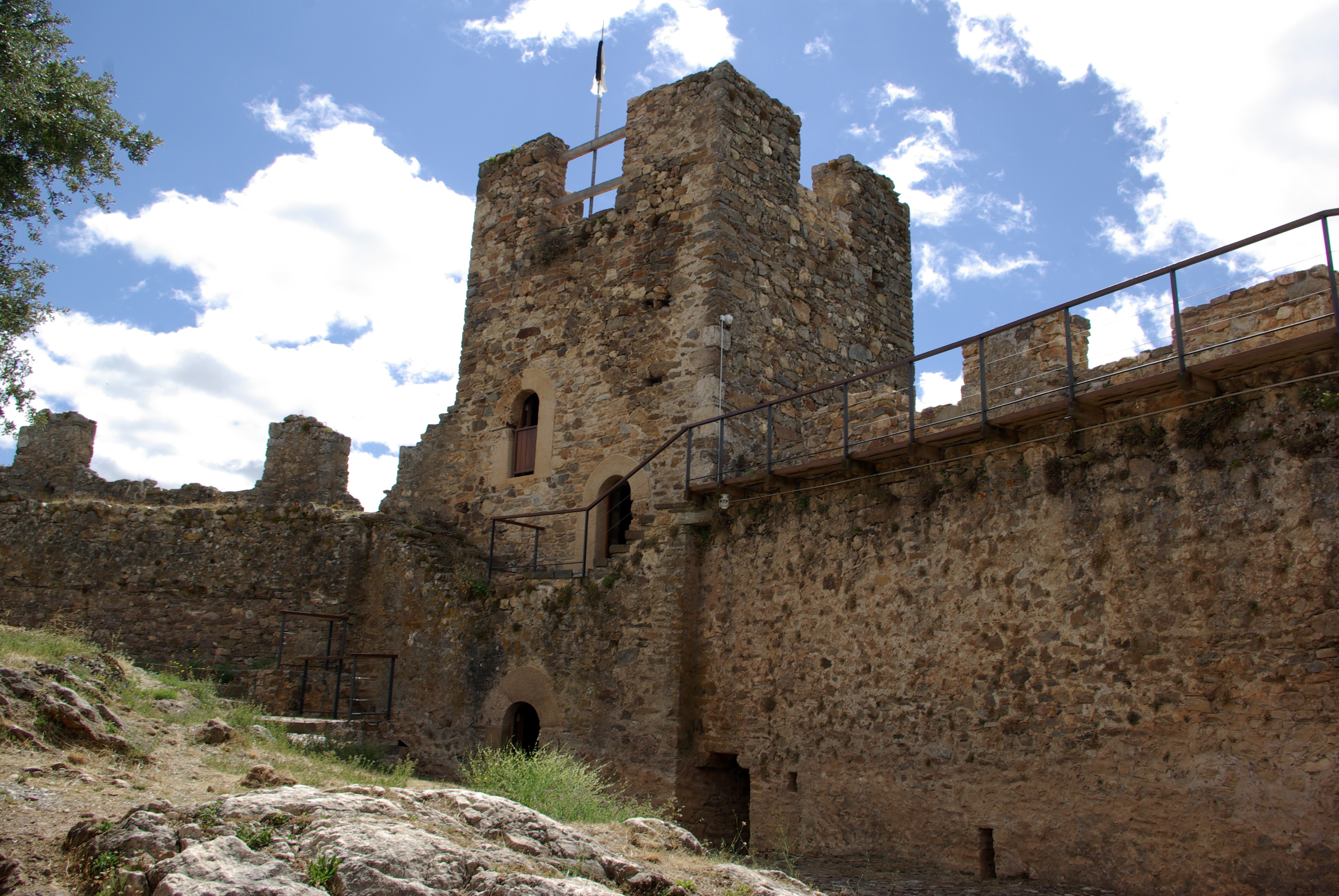
Los muros vistos desde el interior.

Más tarde, después de que los romanos abandonaran los yacimientos, el papel que realizaba es relegado a un segundo plano durante el dominio visigodo, reapareciendo posteriormente como destacado castellum en la España cristiana de los siglos IX y X. A comienzos del siglo XI, según los primeros documentos hallados, el castillo de Ulver aparece como un castillo importante, en aquellos primeros tiempos de la Reconquista. A mediados del mismo siglo, el conde Munio Muñiz, propietario de numerosos territorios, aparece como tenente del castillo. Desde 1093 hasta 1108, aparece Jimena Muñiz como tenente de dicha fortaleza, la cual mantuvo una relación con el rey Alfonso VI de León y Castilla, con el que tuvo dos hijas, Teresa y Elvira.
En 1211, Alfonso IX, tras hacer las paces con la Orden del Temple, dona a los Templarios la villa de Ponferrada, los cuales la fortifican. Más tarde, Los Templarios toman la posesión de Ulver, acreditada por una escritura del Cartulario de San Pedro de Montes del año 1228: "Tenente Ulver Freyres del Templo". Por tanto, en este año, los templarios ya se hallaban en posesión del castillo de Ulver. Estos permanecerían en la fortaleza hasta 1312, con la desaparición de dicha orden. En 1327, Alfonso XI dona el castillo a Álvar Núñez Osorio. Años después, pasa a ser propiedad de Pedro Fernández de Castro.
En 1378, el castillo aparece por primera vez con el nombre de Cornatel. En 1388, el castillo vuelve a formar parte del señorío de la familia Osorio, con Pedro Álvarez de Osorio, por donación de Juan I de Castilla. El castillo es heredado por Rodrigo Álvarez Osorio, que al fallecer en 1430, su posesión pasa a Pedro Álvarez Osorio, I conde de Lemos, del mismo nombre que su abuelo. Este se casa con Beatriz de Castro, hermana del Duque de Arjona, aunando así la herencia de la familia de los Castro, con numerosos señoríos bercianos y obteniendo los títulos de conde de Lemos y de Trastámara.

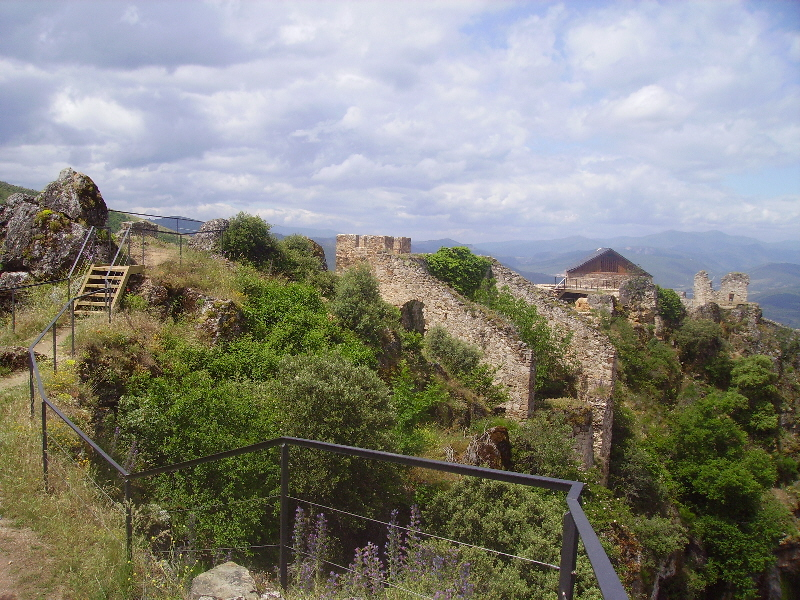
Vista del Castillo de Cornatel desde la Casa Colgada

En 1467, se produce la segunda Revuelta Irmandiña contra la nobleza gallega, en la cual la fortaleza de Cornatel es tomada y casi totalmente destruida, como otras fortalezas bercianas. En 1469, Pedro Álvarez Osorio mandó reconstruir sus castillos, entre ellos Cornatel. En 1483, muere Pedro Álvarez Osorio, en el castillo de Cornatel, provocando un cruento conflicto sucesorio: por un lado, la segunda mujer del conde de Lemos, María de Bazán y su hija Juana Osorio, casada con Luis Pimentel (hijo del conde de Benavente), y por otro lado Rodrigo Enríquez Osorio, nuevo conde de Lemos. El pleito, aunque parecía no afectar directamente a Cornatel, sufrió un asedio que duró dos años, por las tropas de Rodrigo, II conde de Lemos, el cual se considera el legítimo heredero de Cornatel. En 1486, los Reyes Católicos actúan para solventar los problemas, creando el marquesado de Villafranca del Bierzo para Juana y su marido Luis Pimentel. Con esta intervención, se le obliga a Rodrigo, a entregar el Castillo de Ponferrada.
En 1507, Rodrigo vuelve a tomar Ponferrada y a asediar los castillos de Corullón y Cornatel, que se encontraba en desacuerdo con la decisión tomada por los Reyes Católicos. Años más tarde, el castillo continuó formando parte del señorío del marqués de Villafranca, hasta la desaparición de los señoríos de dicho marquesado.
En 1823, el castillo pasa a pertenecer al municipio de Ponferrada. En 1843, el castillo es utilizado como escenario romántico para una de las principales novelas históricas españolas, El Señor de Bembibre, escrita por el escritor berciano Enrique Gil y Carrasco.

Por fin, torciendo a la izquierda y entrando en una encañada profunda y barrancosa por cuyo fondo corría un riachuelo, se le presentó en la cresta de la montaña la mole del castillo iluminada ya por los rayos del sol, mientras los precipicios de alrededor estaban todavía oscuros y cubiertos de vapores. Paseábase un centinela por entre las almenas, y sus armas despedían a cada paso vivos resplandores. Difícilmente se puede imaginar mudanza más repentina que la que experimenta el viajero entrando en esta profunda garganta: la naturaleza de este sitio es áspera y montaraz, y el castillo mismo cuyas murallas se recortan sobre el fondo del cielo parece una estrecha atalaya entre los enormes peñascos que le cercan y al lado de los cerros que le dominan. Aunque el foso se ha cegado y los aposentos interiores se han desplomado con el peso de los años, el esqueleto del castillo todavía se mantienen en pie y ofrece el mismo espectáculo que entonces ofrecía visto de lejos.
Fragmento del capítulo X de El Señor de Bembibre

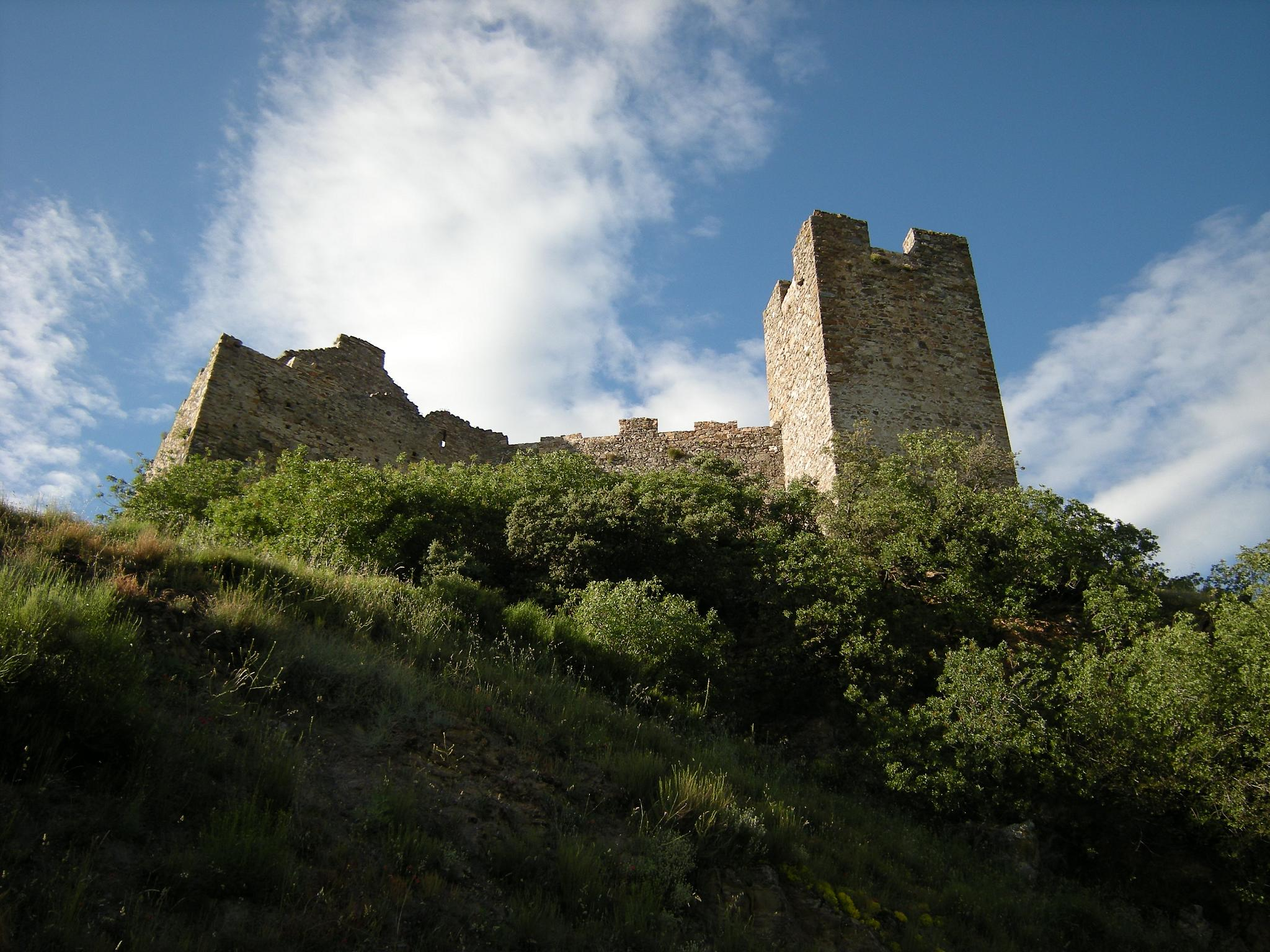
Vista parcial de los muros del castillo.

Tras varios años de abandono, durante este siglo XIX, el 29 de noviembre de 1900, los condes de Peña Ramiro, herederos legítimos del castillo, conceden la titularidad del castillo y de varias tierras a la Junta Vecinal de Villavieja. El castillo es utilizado para guardar los rebaños de la aldea de Villavieja, contribuyendo más a su deterioro.

## Estado actual

### Restauración
En el año 2002, el Castillo fue testigo de parte de su restauración, tras siglos de abandono del enclave, asegurando los lugares más deteriorados y dotándole de elementos de seguridad, para poder ser visitado. La obra fue financiada por Fundación del Patrimonio Histórico de Castilla y León (formada por Caja España, Caja Duero, Caja de Burgos, Caja círculo, Caja Segovia, Caja de Ávila y la Junta de Castilla y León) y la Diputación de León. La inversión fue de 1,2 millones de euros.
En el año 2003, el castillo es iluminado exteriormente, por parte de la Fundación Endesa. En el año 2006 es abierto al público por primera vez, contando en la actualidad con una exposición permanente.

### Museo
El castillo cuenta con un museo, donde se recrea el pasado del mismo y sus fases de construcción, así como las posesiones por las que ha pasado a lo largo de la historia. A partir de enero de 2010 cuenta además con una exposición de armas de asta medievales pertenecientes a la asociación local Caballeros de Ulver.

### Noches Mágicas de Cornatel
Festejo popular de ambientación medieval que se celebra cada último fin de semana de agosto y en el que, además de disfrutar de conciertos de música celta, exhibiciones y actividades diversas, se organiza un mercado medieval denominado «Villa de Cornatelo». Este festejo se empezó a celebrar en 2003, incrementando cada año el número de visitantes.
En el año 2009 se rindió especial homenaje al Camino de Santiago, por la integración como itinerario jacobeo oficial de la ruta denominada Camino de Santiago de Invierno, cuya señalización en su tramo de la Comarca del Bierzo se inauguró oficialmente el 28 de febrero de 2010. En el homenaje jacobeo de Priaranza se contó con la actuación de destacados grupos folk de música celta, como Luar na Lubre, Fraguel Folk, Aira da Pedra y Cuchufellos.

### Asociación Caballeros de Ulver

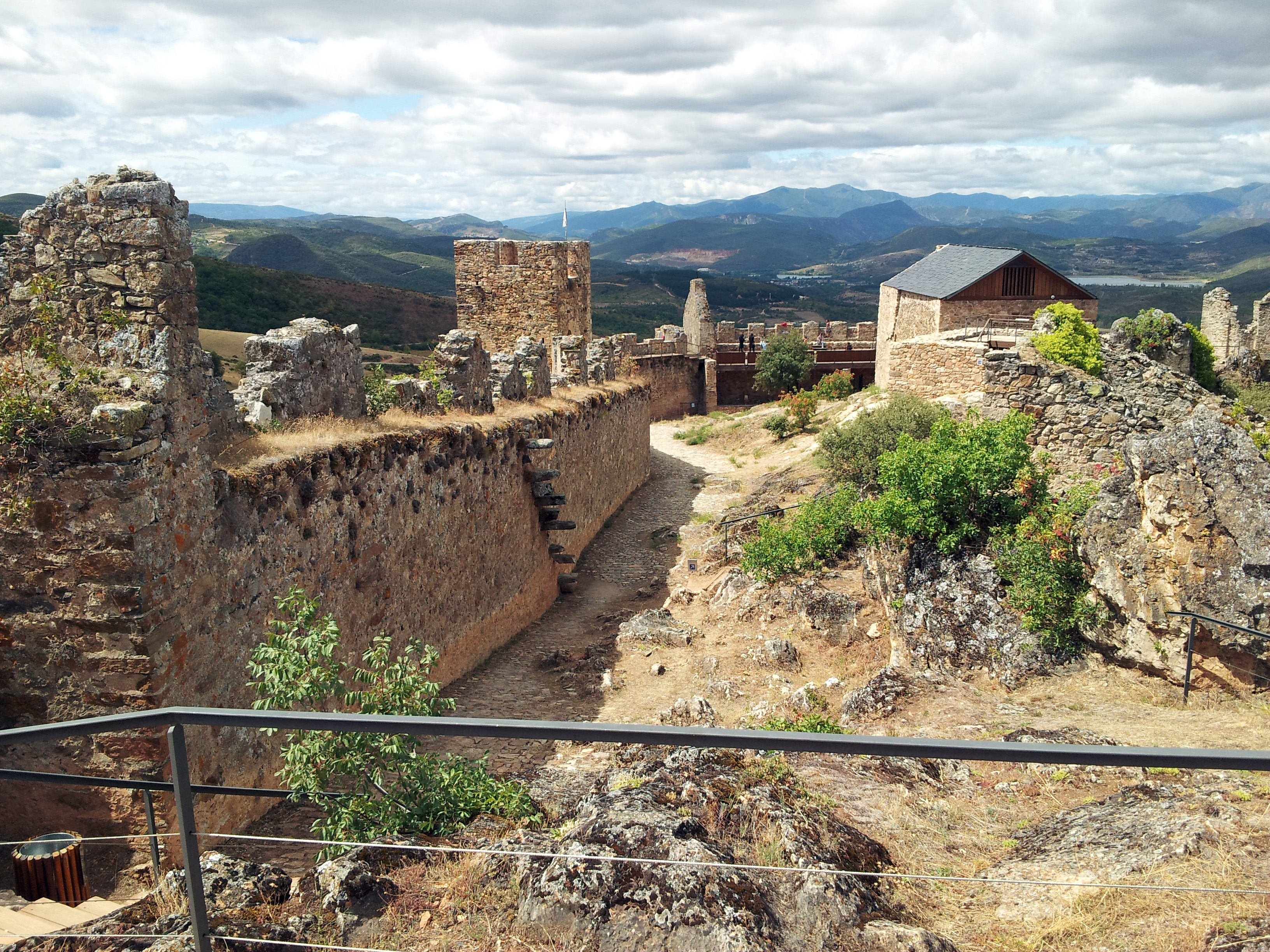
Interior del castillo.

Caballeros de Ulver es una asociación berciana creada el 12 de octubre de 2009 a raíz del proyecto del mismo nombre, con sede en el Ayuntamiento de Priaranza del Bierzo y que desarrolla sus actividades en el castillo de Cornatel. De inspiración medieval en general y templaria en particular, tiene por objetivos principales la práctica de la esgrima y arquería medieval, así como la confección del ajuar templario (veste, sobreveste, yelmos, cotas de malla, etc.). También colabora activamente con el Camino de Santiago de Invierno a su paso por tierras bercianas. A partir de enero de 2010 comenzaron sus actividades en el Castillo de Cornatel.
Fue un proyecto impulsado en agosto de 2008 por las asociaciones Baucan y Templespaña en colaboración con el Ayuntamiento de Priaranza del Bierzo. Su principal objetivo fue la creación de una asociación o cofradía, denominada Caballeros de Ulver, que tuviera por finalidad llevar en procesión la imagen de Santiago Peregrino desde la iglesia de Villavieja hasta la capilla del castillo de Cornatel.
Teniendo en cuenta la inspiración templaria de dicha asociación, además de promover la religiosidad popular a través de la procesión, debería instruir a sus cofrades en el manejo de la espada, el tiro con arco, la confección de cotas de malla y otra serie de habilidades que serían mostradas al público con motivo de las festividades de agosto y enseñadas mediante cursos y talleres.

## Acceso

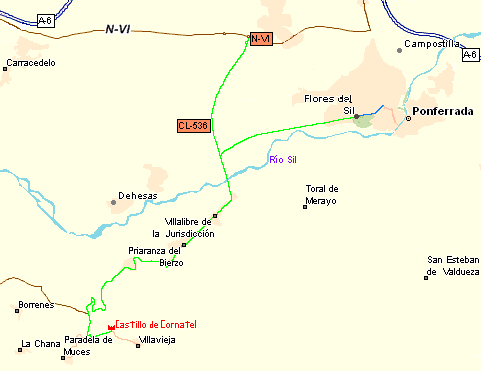
Plano de acceso al Castillo de Cornatel.

Desde Ponferrada por la N-536 hacia O Barco. Pasada la localidad de Santalla, pocos kilómetros después, ya en el Alto de Rioferreiros y a la izquierda, surge el desvío hacia Villavieja, Castillo de Cornatel y Paradela de Muces. Se toma esa carretera hasta el siguiente desvío, a la izquierda, en el que se indica la dirección hacia el Castillo de Cornatel y Villavieja.